# Юрий Чесноков
Юрий Чесноков е бивш съветски и руски футболист, нападател. Най-известен като футболист на Локомотив (Москва) и ЦСКА (Москва). Има 13 мача и 5 гола за националния отбор на СССР.

## Кариера
Започва кариерата си във Волга (Калинин), като дебютира за първия тим през 1969 г. под ръководството на Игор Волчок. Записва 48 мача с екипа на Волга, в които вкарва 10 гола.
През 1972 г. преминава в Локомотив (Москва). Чесноков бързо става водещ футболист на „железничарите“ и попада в списъка „33 най-добри“ и печели приза „Смена“ за най-добър дебютант. Същият сезон Локомотив изпада от Висшата лига в Първа лига, но Чесноков остав в тима. През 1974 г. става голмайстор на Първа лига с 20 гола и попада отново в списък „33 най-добри“, макар да играе във второто ниво на съветския футбол.
През 1975 г. треньорът на ЦСКА Москва Анатолий Тарасов привлича футболиста в състава на „армейците“. Чесноков се утвърждава като една от звездите на ЦСКА, оформяйки нападението с Борис Копейкин и Леонид Назаренко. Въпреки това Чесноков не успява да разгърне докрай потенциала си, редувайки силни и слаби мачове с екипа на „армейците“. По това време ЦСКА не блести в шампионата на СССР и завършва в средата на таблицата, а треньорите се сменят често. Върховата форма на Чесноков е в периода 1977 – 1979, когато е и национал на СССР.
През 1984 г. преминава в тима на Мотор (Людвигсфелде) в ГДР. Паралелно играе и за тима на Групата на съветските войски в Германия (ГСВГ), участващ в армейското първенство.
През 1993 г. записва 3 мача за Спутник Кимри във Втора лига, но след седмия кръг на шампионата отборът се разформирова.
Умира през 1999 г. от алкохолно отравяне.

## Национален отбор
Има 1 мач и 1 гол за Б отбора на СССР (контрола срещу Б отбора на България, в която вкарва гол директно от корнер) Дебютира за първия отбор на Съюза през 1976 г. в мач с Аржентина, завършил 0:0. Чесноков е основен футболист в тима по време на квалификационния цикъл за Евро 1980, но цялостно „червената армия“ се представя слабо и след смяната на Олег Базилевич с Константин Бесков не е викан в националния тим. Чесноков записва 13 мача и 5 гола с екипа на СССР.